# Liga Europa da UEFA de 2023–24 – Fase de Grupos
A fase de grupos da Liga Europa da UEFA de 2023–24 começou em 21 de setembro de 2023 e terminou em 14 de dezembro de 2023. Um total de 32 equipes competiram na fase de grupos para decidir 16 das 24 vagas na fase eliminatória da Liga Europa de 2023–24 .
Aris Limassol, Brighton & Hove Albion, BK Häcken, Raków Częstochowa, Servette e TSC fizeram sua estreia na fase de grupos. Todos os seis clubes também estrearam na fase de grupos das competições da UEFA. Além disso, o Brighton qualificou-se para o futebol europeu pela primeira vez na sua história. Um total de 21 associações nacionais estão representadas na fase de grupos.
Esta foi a última temporada com o formato de fase de grupos, que foi substituído pelo formato de fase da liga a partir da próxima temporada.

## Sorteio
O sorteio para a fase de grupos foi realizado em 1 de setembro de 2023. As 32 equipes foram divididas em oito grupos de quatro. Para o sorteio, as equipes foram distribuídas em quatro potes cada uma das oito equipes, com base nos coeficientes de seus clubes. Como vencedores da Liga Conferência Europa da UEFA de 2022–23, o West Ham entrou no Pote 1 independentemente do coeficiente do clube (CC).
Equipes da mesma associação não podem ser sorteadas no mesmo grupo.

## Potes
O sorteio da fase de grupos foi realizado no dia 1 de Setembro de 2023.
| Pote 1           | Coef.   |
| ---------------- | ------- |
| West Ham         | 50.000  |
| Liverpool        | 123.000 |
| Roma             | 97.000  |
| Ajax             | 89.000  |
| Villarreal       | 82.000  |
| Bayer Leverkusen | 72.000  |
| Atalanta         | 55.500  |
| Rangers          | 54.000  |

| Pote 2                 | Coef.  |
| ---------------------- | ------ |
| Sporting               | 52.500 |
| Slavia Praha           | 52.000 |
| Rennes                 | 44.000 |
| Olympiacos             | 39.000 |
| Betis                  | 37.000 |
| LASK                   | 36.000 |
| Olympique de Marseille | 33.000 |
| Qarabağ                | 25.000 |

| Pote 3                 | Coef.  |
| ---------------------- | ------ |
| Molde                  | 24.000 |
| Brighton & Hove Albion | 21.914 |
| Sheriff Tiraspol       | 19.500 |
| Union Saint-Gilloise   | 19.000 |
| Freiburg               | 16.496 |
| Sparta Praga           | 14.000 |
| Maccabi Haifa          | 13.000 |
| Sturm Graz             | 12.500 |

| Pote 4            | Coef.  |
| ----------------- | ------ |
| Toulouse          | 12.232 |
| AEK Atenas        | 11.000 |
| TSC               | 6.475  |
| Servette          | 6.335  |
| Panathinaikos     | 5.045  |
| Raków Częstochowa | 5.000  |
| Aris Limassol     | 4.895  |
| BK Häcken         | 4.500  |

| Legenda                                                                                                |
| Líder de grupo e classifcado às oitavas de final                                                       |
| Vice-líder de grupo e classificado ao Play-off da fase eliminatória                                    |
| 3º lugar e classificado ao Play-off da fase eliminatória da Liga Conferência Europa da UEFA de 2023–24 |

## Grupos

### Grupo A
| Pos | Equipe     | Pts | J | V | E | D | GP | GC | SG  | Classificado                     |  | WHU | FRE | OLY | TSC |
| --- | ---------- | --- | - | - | - | - | -- | -- | --- | -------------------------------- |  | --- | --- | --- | --- |
| 1   | West Ham   | 15  | 6 | 5 | 0 | 1 | 10 | 4  | +6  | Classificado às oitavas de final |  | —   | 2–0 | 1–0 | 3–1 |
| 2   | Freiburg   | 12  | 6 | 4 | 0 | 2 | 17 | 7  | +10 | Classificado aos Play-offs       |  | 1–2 | —   | 5–0 | 5–0 |
| 3   | Olympiacos | 7   | 6 | 2 | 1 | 3 | 11 | 14 | −3  | Transferido à Liga Conferência   |  | 2–1 | 2–3 | —   | 5–0 |
| 4   | TSC        | 1   | 6 | 0 | 1 | 5 | 6  | 19 | −13 | Eliminado                        |  | 0–1 | 1–3 | 2–2 | —   |

| 21 de setembro de 2023 | West Ham                    | 3 – 1     | TSC        | Estádio Olímpico, Londres                |
| 21:00                  | Kudus 66', 70' · Souček 82' | Relatório | Stanić 48' | Público: 41 374 Árbitro: SVK Filip Glova |

| 21 de setembro de 2023 | Olympiacos        | 2 – 3     | Freiburg                                    | Estádio Karaiskakis, Pireu                   |
| 21:00                  | El Kaabi 40', 75' | Relatório | Sallai 9' · Grifo 45+7' (pen) · Philipp 86' | Público: 30 056 Árbitro: NED Allard Lindhout |

| 5 de outubro de 2023 | Freiburg   | 1 – 2     | West Ham                | Europa-Park Stadion, Friburgo na Brisgóvia     |
| 18:45                | Sallai 49' | Relatório | Paquetá 8' · Aguerd 66' | Público: 34 100 Árbitro: SWE Mohammed Al-Hakim |

| 5 de outubro de 2023 | TSC                        | 2 – 2     | Olympiacos                 | TSC Arena, Bačka Topola                    |
| 18:45                | Đakovac 63' · Pantović 90' | Relatório | Masouras 16' · Podence 57' | Público: 3 778 Árbitro: FRA Benoît Bastien |

| 26 de outubro de 2023 | Olympiacos                    | 2 – 1     | West Ham    | Estádio Karaiskakis, Pireu                    |
| 18:45                 | Fortounis 33' · Rodinei 45+1' | Relatório | Paquetá 87' | Público: 30 623 Árbitro: LVA Andris Treimanis |

| 26 de outubro de 2023 | TSC          | 1 – 3     | Freiburg                  | TSC Arena, Bačka Topola                    |
| 18:45                 | Petrović 13' | Relatório | Grifo 49' (pen), 59', 73' | Público: 3 400 Árbitro: AZE Aliyar Aghayev |

| 9 de novembro de 2023 | Freiburg                                                          | 5 – 0     | TSC | Europa-Park Stadion, Friburgo na Brisgóvia |
| 21:00                 | Röhl 24' · Eggestein 56' · Weißhaupt 69' · Adamu 80' · Doan 90+2' | Relatório |     | Público: 31 700 Árbitro: NOR Rohit Saggi   |

| 9 de novembro de 2023 | West Ham    | 1 – 0     | Olympiacos | Estádio Olímpico, Londres              |
| 21:00                 | Paquetá 73' | Relatório |            | Público: 55 811 Árbitro: SVN Matej Jug |

| 30 de novembro de 2023 | Freiburg                                           | 5 – 0     | Olympiacos | Europa-Park Stadion, Friburgo na Brisgóvia |
| 18:45                  | Gregoritsch 3', 8', 36' · Sildillia 42' · Doan 77' | Relatório |            | Público: 34 000 Árbitro: BIH Irfan Peljto  |

| 30 de novembro de 2023 | TSC | 0 – 1     | West Ham   | TSC Arena, Bačka Topola                     |
| 18:45                  |     | Relatório | Souček 89' | Público: 4 256 Árbitro: NED Allard Lindhout |

| 14 de dezembro de 2023 | West Ham                | 2 – 0     | Freiburg | Estádio Olímpico, Londres                  |
| 21:00                  | Kudus 14' · Álvarez 42' | Relatório |          | Público: 48 876 Árbitro: POR João Pinheiro |

| 14 de dezembro de 2023 | Olympiacos                                                       | 5 – 2     | TSC                        | Estádio Karaiskakis, Pireu            |
| 21:00                  | El Kaabi 21' · Podence 40', 42' · Ilić 46' (g.c.) · El-Arabi 68' | Relatório | Đakovac 48' · Ćirković 61' | Público: 20 Árbitro: DEN Morten Krogh |

### Grupo B
| Pos | Equipe                 | Pts | J | V | E | D | GP | GC | SG | Classificado                     |  | BHA | MAR | AJA | AEK |
| --- | ---------------------- | --- | - | - | - | - | -- | -- | -- | -------------------------------- |  | --- | --- | --- | --- |
| 1   | Brighton & Hove Albion | 13  | 6 | 4 | 1 | 1 | 10 | 5  | +5 | Classificado às oitavas de final |  | —   | 1–0 | 2–0 | 2–3 |
| 2   | Olympique de Marseille | 11  | 6 | 3 | 2 | 1 | 14 | 10 | +4 | Classificado aos Play-offs       |  | 2–2 | —   | 4–3 | 3–1 |
| 3   | Ajax                   | 5   | 6 | 1 | 2 | 3 | 10 | 13 | −3 | Transferido à Liga Conferência   |  | 0–2 | 3–3 | —   | 3–1 |
| 4   | AEK Atenas             | 4   | 6 | 1 | 1 | 4 | 6  | 12 | −6 | Eliminado                        |  | 0–1 | 0–2 | 1–1 | —   |

| 21 de setembro de 2023 | Ajax                                  | 3 – 3     | Olympique de Marseille           | Johan Cruijff Arena, Amsterdam                |
| 21:00                  | Borges 9' · Berghuis 20' · Taylor 52' | Relatório | Clauss 23' · Aubameyang 38', 78' | Público: 53 000 Árbitro: ITA Maurizio Mariani |

| 21 de setembro de 2023 | Brighton & Hove Albion          | 2 – 3     | AEK Atenas                             | Falmer Stadium, Brighton e Hove            |
| 21:00                  | João Pedro 30' (pen), 67' (pen) | Relatório | Sidibé 11' · Gaćinović 40' · Ponce 84' | Público: 30 178 Árbitro: EST Kristo Tohver |

| 5 de outubro de 2023 | Olympique de Marseille    | 2 – 2     | Brighton & Hove Albion          | Stade Vélodrome, Marselha                   |
| 18:45                | Mbemba 19' · Veretout 20' | Relatório | Groß 54' · João Pedro 88' (pen) | Público: 63 465 Árbitro: UKR Mykola Balakin |

| 5 de outubro de 2023 | AEK Atenas | 1 – 1     | Ajax               | Estádio Agia Sophia, Atenas            |
| 18:45                | Vida 75'   | Relatório | Bergwijn 30' (pen) | Público: 29 524 Árbitro: SVN Matej Jug |

| 26 de outubro de 2023 | Olympique de Marseille                             | 3 – 1     | AEK Atenas | Stade Vélodrome, Marselha                     |
| 18:45                 | Vitinha 27' · Harit 60' (pen) · Veretout 69' (pen) | Relatório | Pineda 53' | Público: 65 092 Árbitro: POL Daniel Stefanski |

| 26 de outubro de 2023 | Brighton & Hove Albion         | 2 – 0     | Ajax | Falmer Stadium, Brighton e Hove                 |
| 21:00                 | João Pedro 42' · Ansu Fati 53' | Relatório |      | Público: 30 540 Árbitro: POL Bartosz Frankowski |

| 9 de novembro de 2023 | Ajax | 0 – 2     | Brighton & Hove Albion      | Johan Cruijff Arena, Amsterdam                |
| 18:45                 |      | Relatório | Ansu Fati 15' · Adingra 53' | Público: 52 095 Árbitro: MNE Nikola Dabanović |

| 9 de novembro de 2023 | AEK Atenas | 0 – 2     | Olympique de Marseille  | Estádio Agia Sophia, Atenas               |
| 21:00                 |            | Relatório | Mbemba 25' · Sarr 90+3' | Público: 30 530 Árbitro: SWE Glenn Nyberg |

| 30 de novembro de 2023 | AEK Atenas | 0 – 1     | Brighton & Hove Albion | Estádio Agia Sophia, Atenas                 |
| 18:45                  |            | Relatório | João Pedro 55' (pen)   | Público: 30 520 Árbitro: SUI Sandro Schärer |

| 30 de novembro de 2023 | Olympique de Marseille                             | 4 – 3     | Ajax                        | Stade Vélodrome, Marselha                 |
| 21:00                  | Aubameyang 9' (pen), 48', 90+3' (pen) · Mbemba 26' | Relatório | Bobbey 10', 30' · Akpom 79' | Público: 60 638 Árbitro: ITA Simone Sozza |

| 14 de dezembro de 2023 | Ajax                       | 3 – 1     | AEK Atenas | Johan Cruijff Arena, Amsterdam            |
| 21:00                  | Akpom 5', 56' · Taylor 20' | Relatório | García 11' | Público: 53 926 Árbitro: ENG Craig Pawson |

| 14 de dezembro de 2023 | Brighton & Hove Albion | 1 – 0     | Olympique de Marseille | Falmer Stadium, Brighton e Hove                          |
| 21:00                  | João Pedro 88'         | Relatório |                        | Público: 30 214 Árbitro: ESP José María Sánchez Martínez |

### Grupo C
| Pos | Equipe        | Pts | J | V | E | D | GP | GC | SG | Classificado                     |  | RAN | SPP | BET | ALI |
| --- | ------------- | --- | - | - | - | - | -- | -- | -- | -------------------------------- |  | --- | --- | --- | --- |
| 1   | Rangers       | 11  | 6 | 3 | 2 | 1 | 8  | 6  | +2 | Classificado às oitavas de final |  | —   | 2–1 | 1–0 | 1–1 |
| 2   | Sparta Praga  | 10  | 6 | 3 | 1 | 2 | 9  | 7  | +2 | Classificado aos Play-offs       |  | 0–0 | —   | 1–0 | 3–2 |
| 3   | Betis         | 9   | 6 | 3 | 0 | 3 | 9  | 7  | +2 | Transferido à Liga Conferência   |  | 2–3 | 2–1 | —   | 4–1 |
| 4   | Aris Limassol | 4   | 6 | 1 | 1 | 4 | 7  | 13 | −6 | Eliminado                        |  | 2–1 | 1–3 | 0–1 | —   |

| 21 de setembro de 2023 | Sparta Praga                | 3 – 2     | Aris Limassol                   | Generali Arena, Praga                       |
| 21:00                  | Krejčí 20', 25' · Vitík 67' | Relatório | Kokorin 11' (pen) · Babicka 90' | Público: 17 371 Árbitro: FRA Jérôme Brisard |

| 21 de setembro de 2023 | Rangers  | 1 – 0     | Betis | Ibrox Stadium, Glasgow                       |
| 21:00                  | Sima 68' | Relatório |       | Público: 45 634 Árbitro: BEL Lawrence Visser |

| 5 de outubro de 2023 | Betis              | 2 – 1     | Sparta Praga   | Estádio Benito Villamarín, Sevilha        |
| 18:45                | Diao 9' · Isco 79' | Relatório | Birmančević 3' | Público: 45 037 Árbitro: CRO Duje Strukan |

| 5 de outubro de 2023 | Aris Limassol                         | 2 – 1     | Rangers  | Alphamega Stadium, Limassol                |
| 18:45                | Moucketou-Moussounda 9' · Babicka 59' | Relatório | Sima 70' | Público: 3 911 Árbitro: ROU Horațiu Feșnic |

| 26 de outubro de 2023 | Sparta Praga | 0 – 0     | Rangers | Generali Arena, Praga                         |
| 18:45                 |              | Relatório |         | Público: 18 250 Árbitro: GER Sascha Stegemann |

| 26 de outubro de 2023 | Aris Limassol | 0 – 1     | Betis     | Alphamega Stadium, Limassol             |
| 18:45                 |               | Relatório | Pérez 75' | Público: 3 945 Árbitro: SVK Filip Glova |

| 9 de novembro de 2023 | Betis                                                   | 4 – 1     | Aris Limassol | Estádio Benito Villamarín, Sevilha             |
| 21:00                 | Iglesias 34' · Ruibal 64' · Roca 79' · Ezzalzouli 90+4' | Relatório | Kokorin 84'   | Público: 41 768 Árbitro: SWE Mohammed Al-Hakim |

| 9 de novembro de 2023 | Rangers                   | 2 – 1     | Sparta Praga | Ibrox Stadium, Glasgow                    |
| 21:00                 | Danilo 11' · Cantwell 20' | Relatório | Haraslín 77' | Público: 48 838 Árbitro: ITA Davide Massa |

| 30 de novembro de 2023 | Sparta Praga | 1 – 0     | Betis | Generali Arena, Praga                         |
| 18:45                  | Haraslín 54' | Relatório |       | Público: 18 095 Árbitro: MNE Nikola Dabanović |

| 30 de novembro de 2023 | Rangers        | 1 – 1     | Aris Limassol | Ibrox Stadium, Glasgow                   |
| 21:00                  | McCausland 49' | Relatório | Babicka 28'   | Público: 48 890 Árbitro: NOR Rohit Saggi |

| 14 de dezembro de 2023 | Betis                   | 2 – 3     | Rangers                            | Estádio Benito Villamarín, Sevilha           |
| 21:00                  | Miranda 14' · Pérez 37' | Relatório | Sima 10' · Dessers 20' · Roofe 78' | Público: 48 380 Árbitro: SRB Srđan Jovanović |

| 14 de dezembro de 2023 | Aris Limassol | 1 – 3     | Sparta Praga                       | Alphamega Stadium, Limassol             |
| 21:00                  | Bengtsson 84' | Relatório | Kuchta 4' · Birmančević 11', 45+1' | Público: 2 859 Árbitro: GER Harm Osmers |

### Grupo D
| Pos | Equipe            | Pts | J | V | E | D | GP | GC | SG | Classificado                     |  | ATA | SCP | STU | RAK |
| --- | ----------------- | --- | - | - | - | - | -- | -- | -- | -------------------------------- |  | --- | --- | --- | --- |
| 1   | Atalanta          | 14  | 6 | 4 | 2 | 0 | 12 | 4  | +8 | Classificado às oitavas de final |  | —   | 1–1 | 1–0 | 2–0 |
| 2   | Sporting          | 11  | 6 | 3 | 2 | 1 | 10 | 6  | +4 | Classificado aos Play-offs       |  | 1–2 | —   | 3–0 | 2–1 |
| 3   | Sturm Graz        | 4   | 6 | 1 | 1 | 4 | 4  | 9  | −5 | Transferido à Liga Conferência   |  | 2–2 | 1–2 | —   | 0–1 |
| 4   | Raków Częstochowa | 4   | 6 | 1 | 1 | 4 | 3  | 10 | −7 | Eliminado                        |  | 0–4 | 1–1 | 0–1 | —   |

1. 1 2  Empatado nos resultados do confronto direto. Saldo geral de gols usado como critério de desempate.

| 21 de setembro de 2023 | Atalanta                       | 2 – 0     | Raków Częstochowa | Estádio Atleti Azzurri d'Italia, Bérgamo      |
| 21:00                  | De Ketelaere 49' · Éderson 66' | Relatório |                   | Público: 13 698 Árbitro: ISR Roi Reinshreiber |

| 21 de setembro de 2023 | Sturm Graz | 1 – 2     | Sporting                    | Liebenauer Stadium, Graz                      |
| 21:00                  | Bøving 58' | Relatório | Gyökeres 76' · Diomande 84' | Público: 13 517 Árbitro: MNE Nikola Dabanović |

| 5 de outubro de 2023 | Sporting           | 1 – 2     | Atalanta                   | Estádio José Alvalade, Lisboa                    |
| 18:45                | Gyökeres 76' (pen) | Relatório | Scalvini 33' · Ruggeri 43' | Público: 42 301 Árbitro: ESP Alejandro Hernández |

| 5 de outubro de 2023 | Raków Częstochowa | 0 – 1     | Sturm Graz | Zagłębiowski Park Sportowy, Sosnowiec      |
| 18:45                |                   | Relatório | Bøving 24' | Público: 8 993 Árbitro: AZE Aliyar Aghayev |

| 26 de outubro de 2023 | Sturm Graz                       | 2 – 2     | Atalanta                | Liebenauer Stadium, Graz                  |
| 18:45                 | Prass 13' · Włodarczyk 80' (pen) | Relatório | Muriel 34', 45+7' (pen) | Público: 14 167 Árbitro: CRO Duje Strukan |

| 26 de outubro de 2023 | Raków Częstochowa | 1 – 1     | Sporting   | Zagłębiowski Park Sportowy, Sosnowiec              |
| 18:45                 | Piasecki 79'      | Relatório | Coates 14' | Público: 10 518 Árbitro: GRE Anastasios Papapetrou |

| 9 de novembro de 2023 | Atalanta     | 1 – 0     | Sturm Graz | Estádio Atleti Azzurri d'Italia, Bérgamo    |
| 21:00                 | Djimsiti 50' | Relatório |            | Público: 14 739 Árbitro: FRA Jérôme Brisard |

| 9 de novembro de 2023 | Sporting                             | 2 – 1     | Raków Częstochowa | Estádio José Alvalade, Lisboa            |
| 21:00                 | Pedro Gonçalves 14' (pen), 52' (pen) | Relatório | Rundić 70'        | Público: 32 940 Árbitro: ALB Enea Jorgji |

| 30 de novembro de 2023 | Atalanta     | 1 – 1     | Sporting    | Estádio Atleti Azzurri d'Italia, Bérgamo    |
| 18:45                  | Scamacca 23' | Relatório | Edwards 56' | Público: 14 865 Árbitro: ENG Michael Oliver |

| 30 de novembro de 2023 | Sturm Graz | 0 – 1     | Raków Częstochowa | Liebenauer Stadium, Graz                 |
| 18:45                  |            | Relatório | Yeboah 81'        | Público: 12 517 Árbitro: SVK Filip Glova |

| 14 de dezembro de 2023 | Sporting                       | 3 – 0     | Sturm Graz | Estádio José Alvalade, Lisboa               |
| 21:00                  | Gyökeres 39' · Inácio 60', 70' | Relatório |            | Público: 24 733 Árbitro: SCO William Collum |

| 14 de dezembro de 2023 | Raków Częstochowa | 0 – 4     | Atalanta                                            | Zagłębiowski Park Sportowy, Sosnowiec    |
| 21:00                  |                   | Relatório | Muriel 14', 72' · Bonfanti 26' · De Ketelaere 90+2' | Público: 10 386 Árbitro: ALB Enea Jorgji |

### Grupo E
| Pos | Equipe               | Pts | J | V | E | D | GP | GC | SG  | Classificado                     |  | LIV | TOU | USG | LAS |
| --- | -------------------- | --- | - | - | - | - | -- | -- | --- | -------------------------------- |  | --- | --- | --- | --- |
| 1   | Liverpool            | 12  | 6 | 4 | 0 | 2 | 17 | 7  | +10 | Classificado às oitavas de final |  | —   | 5–1 | 2–0 | 4–0 |
| 2   | Toulouse             | 11  | 6 | 3 | 2 | 1 | 8  | 9  | −1  | Classificado aos Play-offs       |  | 3–2 | —   | 0–0 | 1–0 |
| 3   | Union Saint-Gilloise | 8   | 6 | 2 | 2 | 2 | 5  | 8  | −3  | Transferido à Liga Conferência   |  | 2–1 | 1–1 | —   | 2–1 |
| 4   | LASK                 | 3   | 6 | 1 | 0 | 5 | 6  | 12 | −6  | Eliminado                        |  | 1–3 | 1–2 | 3–0 | —   |

| 21 de setembro de 2023 | Union Saint-Gilloise | 1 – 1     | Toulouse             | Constant Vanden Stock Stadium, Bruxelas  |
| 18:45                  | Amoura 69'           | Relatório | Dallinga 45+3' (pen) | Público: 12 162 Árbitro: NOR Rohit Saggi |

| 21 de setembro de 2023 | LASK        | 1 – 3     | Liverpool                                   | Raiffeisen Arena, Linz                      |
| 18:45                  | Flecker 14' | Relatório | Núñez 56' (pen) · Luis Díaz 63' · Salah 88' | Público: 18 091 Árbitro: ITA Marco Di Bello |

| 5 de outubro de 2023 | Liverpool                    | 2 – 0     | Union Saint-Gilloise | Anfield, Liverpool                        |
| 21:00                | Gravenberch 44' · Jota 90+2' | Relatório |                      | Público: 49 513 Árbitro: DEN Morten Krogh |

| 5 de outubro de 2023 | Toulouse  | 1 – 0     | LASK | Stadium de Toulouse, Toulouse               |
| 21:00                | Suazo 31' | Relatório |      | Público: 29 233 Árbitro: SCO Nicholas Walsh |

| 26 de outubro de 2023 | Union Saint-Gilloise              | 2 – 1     | LASK     | Constant Vanden Stock Stadium, Bruxelas       |
| 21:00                 | Puertas 84' (pen) · Burgess 90+4' | Relatório | Usor 24' | Público: 11 426 Árbitro: TUR Atilla Karaoglan |

| 26 de outubro de 2023 | Liverpool                                                      | 5 – 1     | Toulouse     | Anfield, Liverpool                          |
| 21:00                 | Jota 9' · Endo 30' · Núñez 34' · Gravenberch 65' · Salah 90+3' | Relatório | Dallinga 16' | Público: 51 210 Árbitro: SVN Rade Obrenovič |

| 9 de novembro de 2023 | LASK                                            | 3 – 0     | Union Saint-Gilloise | Raiffeisen Arena, Linz                    |
| 18:45                 | Horvath 25' (pen) · Talovyerov 45+4' · Žulj 77' | Relatório |                      | Público: 15 900 Árbitro: ITA Simone Sozza |

| 9 de novembro de 2023 | Toulouse                              | 3 – 2     | Liverpool                            | Stadium de Toulouse, Toulouse               |
| 18:45                 | Dønnum 36' · Dallinga 58' · Magri 76' | Relatório | Cásseres 74' (g.c.) · Diogo Jota 89' | Público: 32 026 Árbitro: BUL Georgi Kabakov |

| 30 de novembro de 2023 | Liverpool                                          | 4 – 0     | LASK | Anfield, Liverpool                        |
| 21:00                  | Luis Díaz 12' · Gakpo 15', 90+2' · Salah 51' (pen) | Relatório |      | Público: 49 666 Árbitro: SUI Urs Schnyder |

| 30 de novembro de 2023 | Toulouse | 0 – 0     | Union Saint-Gilloise | Stadium de Toulouse, Toulouse          |
| 21:00                  |          | Relatório |                      | Público: 31 205 Árbitro: SVN Matej Jug |

| 14 de dezembro de 2023 | Union Saint-Gilloise     | 2 – 1     | Liverpool   | Constant Vanden Stock Stadium, Bruxelas    |
| 18:45                  | Amoura 32' · Puertas 43' | Relatório | Quansah 40' | Público: 16 959 Árbitro: ISR Orel Grinfeld |

| 14 de dezembro de 2023 | LASK         | 1 – 2     | Toulouse                 | Raiffeisen Arena, Linz                     |
| 18:45                  | Ljubičić 61' | Relatório | Dallinga 54' · Suazo 83' | Público: 16 100 Árbitro: ITA Fabio Maresca |

### Grupo F
| Pos | Equipe        | Pts | J | V | E | D | GP | GC | SG | Classificado                     |  | VIL | REN | MHA | PAN |
| --- | ------------- | --- | - | - | - | - | -- | -- | -- | -------------------------------- |  | --- | --- | --- | --- |
| 1   | Villarreal    | 13  | 6 | 4 | 1 | 1 | 9  | 7  | +2 | Classificado às oitavas de final |  | —   | 1–0 | 0–0 | 3–2 |
| 2   | Rennes        | 12  | 6 | 4 | 0 | 2 | 13 | 6  | +7 | Classificado aos Play-offs       |  | 2–3 | —   | 3–0 | 3–1 |
| 3   | Maccabi Haifa | 5   | 6 | 1 | 2 | 3 | 3  | 9  | −6 | Transferido à Liga Conferência   |  | 1–2 | 0–3 | —   | 0–0 |
| 4   | Panathinaikos | 4   | 6 | 1 | 1 | 4 | 7  | 10 | −3 | Eliminado                        |  | 2–0 | 1–2 | 1–2 | —   |

| 21 de setembro de 2023 | Rennes                                | 3 – 0     | Maccabi Haifa | Roazhon Park, Rennes                     |
| 18:45                  | Blas 1' · Truffert 31' · Yıldırım 55' | Relatório |               | Público: 26 838 Árbitro: GER Harm Osmers |

| 21 de setembro de 2023 | Panathinaikos              | 2 – 0     | Villarreal | Estádio Olímpico, Atenas                  |
| 18:45                  | Ioannidis 38' · Šporar 78' | Relatório |            | Público: 57 003 Árbitro: ENG Craig Pawson |

| 5 de outubro de 2023 | Villarreal  | 1 – 0     | Rennes | Estádio de La Cerámica, Vila-real           |
| 21:00                | Sørloth 36' | Relatório |        | Público: 17 458 Árbitro: AUT Harald Lechner |

| 5 de outubro de 2023 | Maccabi Haifa | 0 – 0     | Panathinaikos | Estádio Sammy Ofer, Haifa                  |
| 21:00                |               | Relatório |               | Público: 29 465 Árbitro: POR António Nobre |

| 26 de outubro de 2023 | Panathinaikos       | 1 – 2     | Rennes                     | Estádio Leoforos Alexandras, Atenas        |
| 21:00                 | Ioannidis 61' (pen) | Relatório | Gouiri 7' · Kalimuendo 49' | Público: 13 459 Árbitro: POR João Pinheiro |

| 9 de novembro de 2023 | Rennes                                         | 3 – 1     | Panathinaikos       | Roazhon Park, Rennes                        |
| 18:45                 | Rieder 9' · Ibrahim Salah 65' · Blas 70' (pen) | Relatório | Ioannidis 34' (pen) | Público: 28 004 Árbitro: SCO William Collum |

| 9 de novembro de 2023 | Maccabi Haifa | 1 – 2     | Villarreal              | AEK Arena, Lárnaca, (Chipre)           |
| 18:45                 | Seck 30'      | Relatório | Baena 82' · Sørloth 86' | Público: 0 Árbitro: UKR Mykola Balakin |

| 30 de novembro de 2023 | Maccabi Haifa | 0 – 3     | Rennes                                  | Puskás Aréna, Budapeste (Hungria)      |
| 18:45                  |               | Relatório | Terrier 29' · Gouiri 47' · Rieder 90+3' | Público: 0 Árbitro: ROU Horațiu Feșnic |

| 30 de novembro de 2023 | Villarreal                             | 3 – 2     | Panathinaikos                | Estádio de La Cerámica, Vila-real          |
| 21:00                  | Baena 29' · Comesaña 34' · Morales 47' | Relatório | Palacios 66' · Ioannidis 81' | Público: 16 993 Árbitro: SVK Ivan Kružliak |

| 6 de dezembro de 2023 | Villarreal | 0 – 0     | Maccabi Haifa | Estádio de La Cerámica, Vila-real      |
| 21:00                 |            | Relatório |               | Público: 9 365 Árbitro: SCO Nick Walsh |

| 14 de dezembro de 2023 | Rennes                  | 2 – 3     | Villarreal                                      | Roazhon Park, Rennes                          |
| 18:45                  | Assignon 37' · Blas 79' | Relatório | G. Moreno 36' (pen) · Akhomach 62' · Parejo 80' | Público: 27 761 Árbitro: TUR Atilla Karaoğlan |

| 14 de dezembro de 2023 | Panathinaikos | 1 – 2     | Maccabi Haifa         | Estádio Leoforos Alexandras, Atenas         |
| 18:45                  | Ioannidis 89' | Relatório | David 20' · Chery 74' | Público: 13 121 Árbitro: BUL Georgi Kabakov |

### Grupo G
| Pos | Equipe           | Pts | J | V | E | D | GP | GC | SG  | Classificado                     |  | SLP | ASR | SRV | SHE |
| --- | ---------------- | --- | - | - | - | - | -- | -- | --- | -------------------------------- |  | --- | --- | --- | --- |
| 1   | Slavia Praha     | 15  | 6 | 5 | 0 | 1 | 17 | 4  | +13 | Classificado às oitavas de final |  | —   | 2–0 | 4–0 | 6–0 |
| 2   | Roma             | 13  | 6 | 4 | 1 | 1 | 12 | 4  | +8  | Classificado aos Play-offs       |  | 2–0 | —   | 4–0 | 3–0 |
| 3   | Servette         | 5   | 6 | 1 | 2 | 3 | 4  | 13 | −9  | Transferido à Liga Conferência   |  | 0–2 | 1–1 | —   | 2–1 |
| 4   | Sheriff Tiraspol | 1   | 6 | 0 | 1 | 5 | 5  | 17 | −12 | Eliminado                        |  | 2–3 | 1–2 | 1–1 | —   |

| 21 de setembro de 2023 | Servette | 0 – 2     | Slavia Praha            | Estádio de Genebra, Genebra                    |
| 18:45                  |          | Relatório | Masopust 32' · Ogbu 59' | Público: 19 783 Árbitro: GEO Giorgi Kruashvili |

| 21 de setembro de 2023 | Sheriff Tiraspol | 1 – 2     | Roma                            | Sheriff Stadium, Tiraspol                     |
| 18:45                  | Tovar 57'        | Relatório | Talal 45+4' (g.c.) · Lukaku 65' | Público: 10 711 Árbitro: LVA Andris Treimanis |

| 5 de outubro de 2023 | Roma                                           | 4 – 0     | Servette | Estádio Olímpico, Roma                  |
| 21:00                | Lukaku 21' · Belotti 46', 59' · Pellegrini 52' | Relatório |          | Público: 55 764 Árbitro: CRO Igor Pajac |

| 5 de outubro de 2023 | Slavia Praha                                                                | 6 – 0     | Sheriff Tiraspol | Fortuna Arena, Praga                       |
| 21:00                | Chytil 4', 71' · Ogbu 7' · Garananga 39' (g.c.) · Schranz 47' · Douděra 58' | Relatório |                  | Público: 17 844 Árbitro: FRA Willy Delajod |

| 26 de outubro de 2023 | Roma                 | 2 – 0     | Slavia Praha | Estádio Olímpico, Roma                   |
| 21:00                 | Bove 1' · Lukaku 17' | Relatório |              | Público: 64 934 Árbitro: NOR Espen Eskås |

| 26 de outubro de 2023 | Sheriff Tiraspol | 1 – 1     | Servette     | Sheriff Stadium, Tiraspol               |
| 21:00                 | Ankeye 80'       | Relatório | Crivelli 41' | Público: 2 834 Árbitro: ENG John Brooks |

| 9 de novembro de 2023 | Servette                         | 2 – 1     | Sheriff Tiraspol   | Estádio de Genebra, Genebra                        |
| 18:45                 | Rouiller 84' · Bedia 90+2' (pen) | Relatório | Severin 12' (g.c.) | Público: 15 822 Árbitro: LIT Manfredas Lukjančukas |

| 9 de novembro de 2023 | Slavia Praha               | 2 – 0     | Roma | Fortuna Arena, Praga                           |
| 18:45                 | Jurečka 50' · Masopust 74' | Relatório |      | Público: 19 265 Árbitro: FRA François Letexier |

| 30 de novembro de 2023 | Servette  | 1 – 1     | Roma       | Estádio de Genebra, Genebra                   |
| 21:00                  | Bedia 50' | Relatório | Lukaku 21' | Público: 28 534 Árbitro: POL Daniel Stefański |

| 30 de novembro de 2023 | Sheriff Tiraspol          | 2 – 3     | Slavia Praha                                    | Sheriff Stadium, Tiraspol                             |
| 21:00                  | Tovar 45+3' · Mbekeli 56' | Relatório | Jurečka 19' · Zafeiris 78' · Tijani 90+5' (pen) | Público: 1 520 Árbitro: AUT Christian-Petru Ciochirca |

| 14 de dezembro de 2023 | Roma                                     | 3 – 0     | Sheriff Tiraspol | Estádio Olímpico, Roma                      |
| 18:45                  | Lukaku 11' · Belotti 32' · Pisilli 90+3' | Relatório |                  | Público: 47 803 Árbitro: FRA Jérôme Brisard |

| 14 de dezembro de 2023 | Slavia Praha                                  | 4 – 0     | Servette | Fortuna Arena, Praga                    |
| 18:45                  | Douděra 15' · Schranz 25' · Chytil 30', 45+1' | Relatório |          | Público: 18 380 Árbitro: SCO Nick Walsh |

### Grupo H
| Pos | Equipe           | Pts | J | V | E | D | GP | GC | SG  | Classificado                     |  | LEV | QAR | MOL | HAC |
| --- | ---------------- | --- | - | - | - | - | -- | -- | --- | -------------------------------- |  | --- | --- | --- | --- |
| 1   | Bayer Leverkusen | 18  | 6 | 6 | 0 | 0 | 19 | 3  | +16 | Classificado às oitavas de final |  | —   | 5–1 | 5–1 | 4–0 |
| 2   | Qarabağ          | 10  | 6 | 3 | 1 | 2 | 7  | 9  | −2  | Classificado aos Play-offs       |  | 0–1 | —   | 1–0 | 2–1 |
| 3   | Molde            | 7   | 6 | 2 | 1 | 3 | 12 | 12 | 0   | Transferido à Liga Conferência   |  | 1–2 | 2–2 | —   | 5–1 |
| 4   | BK Häcken        | 0   | 6 | 0 | 0 | 6 | 3  | 17 | −14 | Eliminado                        |  | 0–2 | 0–1 | 1–3 | —   |

| 21 de setembro de 2023 | Bayer Leverkusen                                  | 4 – 0     | Häcken | BayArena, Leverkusen                               |
| 18:45                  | Wirtz 10' · Adli 16' · Boniface 66' · Hofmann 70' | Relatório |        | Público: 25 402 Árbitro: LTU Manfredas Lukjančukas |

| 21 de setembro de 2023 | Qarabağ             | 1 – 0     | Molde | Estádio Republicano Tofiq Bahramov, Baku |
| 18:45                  | Leandro Andrade 56' | Relatório |       | Público: 26 500 Árbitro: SCO John Beaton |

| 5 de outubro de 2023 | Molde       | 1 – 2     | Bayer Leverkusen         | Aker Stadion, Molde                               |
| 21:00                | Breivik 87' | Relatório | Frimpong 14' · Tella 18' | Público: 8 190 Árbitro: GRE Anastasios Papapetrou |

| 5 de outubro de 2023 | Häcken | 0 – 1     | Qarabağ     | Ullevi, Gotemburgo                             |
| 21:00                |        | Relatório | Juninho 70' | Público: 8 124 Árbitro: AUT Sebastian Gishamer |

| 26 de outubro de 2023 | Molde                                                           | 5 – 1     | Häcken    | Aker Stadion, Molde                      |
| 18:45                 | Gulbrandsen 6' · Eikrem 27', 55' · Breivik 30' · Bjørnbak 90+3' | Relatório | Sonko 21' | Público: 5 870 Árbitro: SUI Urs Schnyder |

| 26 de outubro de 2023 | Bayer Leverkusen                                          | 5 – 1     | Qarabağ            | BayArena, Leverkusen                        |
| 21:00                 | Wirtz 6' · Grimaldo 29', 55' · Boniface 36' · Tapsoba 57' | Relatório | Bayramov 16' (pen) | Público: 29 039 Árbitro: ROU Horațiu Feșnic |

| 9 de novembro de 2023 | Qarabağ | 0 – 1     | Bayer Leverkusen     | Estádio Republicano Tofiq Bahramov, Baku  |
| 18:45                 |         | Relatório | Boniface 90+4' (pen) | Público: 30 055 Árbitro: ENG Craig Pawson |

| 9 de novembro de 2023 | Häcken     | 1 – 3     | Molde                              | Ullevi, Gotemburgo                        |
| 21:00                 | Hrstić 65' | Relatório | Gulbrandsen 16' · Eriksen 24', 86' | Público: 5 106 Árbitro: SCO Don Robertson |

| 30 de novembro de 2023 | Molde            | 2 – 2     | Qarabağ                                | Aker Stadion, Molde                         |
| 21:00                  | Eriksen 82', 87' | Relatório | Juninho Vieira 12' · Mustafazada 90+5' | Público: 5 291 Árbitro: BEL Erik Lambrechts |

| 30 de novembro de 2023 | Häcken | 0 – 2     | Bayer Leverkusen          | Ullevi, Gotemburgo                             |
| 21:00                  |        | Relatório | Boniface 14' · Schick 74' | Público: 11 234 Árbitro: AUT Julian Weinberger |

| 14 de dezembro de 2023 | Bayer Leverkusen                                                 | 5 – 1     | Molde        | BayArena, Leverkusen                      |
| 18:45                  | Schick 6' · Tapsoba 22' · Ellingsen 25' (g.c.) · Hložek 60', 70' | Relatório | Kitolano 75' | Público: 28 504 Árbitro: ENG Robert Jones |

| 14 de dezembro de 2023 | Qarabağ                   | 2 – 1     | Häcken                | Estádio Republicano Tofiq Bahramov, Baku  |
| 18:45                  | Andrade 1' · Benzia 45+4' | Relatório | Hüseynov 90+4' (g.c.) | Público: 28 515 Árbitro: ALB Juxhin Xhaja |